# ناحیه حیش
ناحیه حیش (به عربی: ناحیة حیش) یک ناحیه در سوریه است که در منطقه معره نعمان واقع شده‌است. ناحیه حیش ۴۱٬۲۳۱ نفر جمعیت دارد.